# 甘く果てしなく
「甘く果てしなく」（あまくはてしなく）は、東方神起の楽曲である。2009年9月23日に配信限定シングルとして発売された。規格品番はXXXX-N2870。
作詞はH.U.B.、作曲はTatta Worksが手がけた。編曲は家原正樹、ブラスアレンジは竹上良成。

## 解説
東方神起のシングル作品としては『Stand by U』以来約2ヶ月ぶりのリリースで、配信限定というフォーマットはグループ初である。
ブラスセクションを主体としたラブソングで、フレンテ・インターナショナル「ピンキー」TV-CFソング。
翌年にリリースされたベスト・アルバム『BEST SELECTION 2010』でアルバム初収録およびCD初収録となったが、シングル・コレクション『COMPLETE -SINGLE A-SIDE COLLECTION-』には未収録となった。
日本レコード協会調べの着うたフルチャートで初登場8位を獲得し、後にゴールド認定を受けた。

## 収録内容
| #         | タイトル           | 作詞      | 作曲        | 編曲                                | 時間 |
| --------- | ------------------ | --------- | ----------- | ----------------------------------- | ---- |
| 1.        | 「甘く果てしなく」 | H.U.B.    | Tatta Works | - 家原正樹 - 竹上良成（ブラス編曲） | 4:03 |
| 合計時間: | 合計時間:          | 合計時間: | 合計時間:   | 合計時間:                           | 4:03 |

## 演奏参加者
※出典
- 家原正樹 - Programming, Guitar
- 大久保敦夫 - Drums
- 美久月千晴 - Bass
- 鈴木雅尭 - Trumpet
- 中野勇介 - Trumpet
- 鹿討奏 - Trombone
- 竹上良成 - Saxophone

## 関連書籍
- やさしく弾けるみんなのピアノ2009冬号（ヤマハミュージックメディア、2009年10月「月刊Piano 2009年11月号増刊」）
- ピアノソロ やさしく弾ける 東方神起 Selection for Piano〜甘く果てしなく〜（ヤマハミュージックメディア 楽譜、2010年1月）